# Allactaga hotsoni
Allactaga hotsoni là một loài động vật có vú trong họ Dipodidae, bộ Gặm nhấm. Loài này được Thomas mô tả năm 1920.

## Hình ảnh

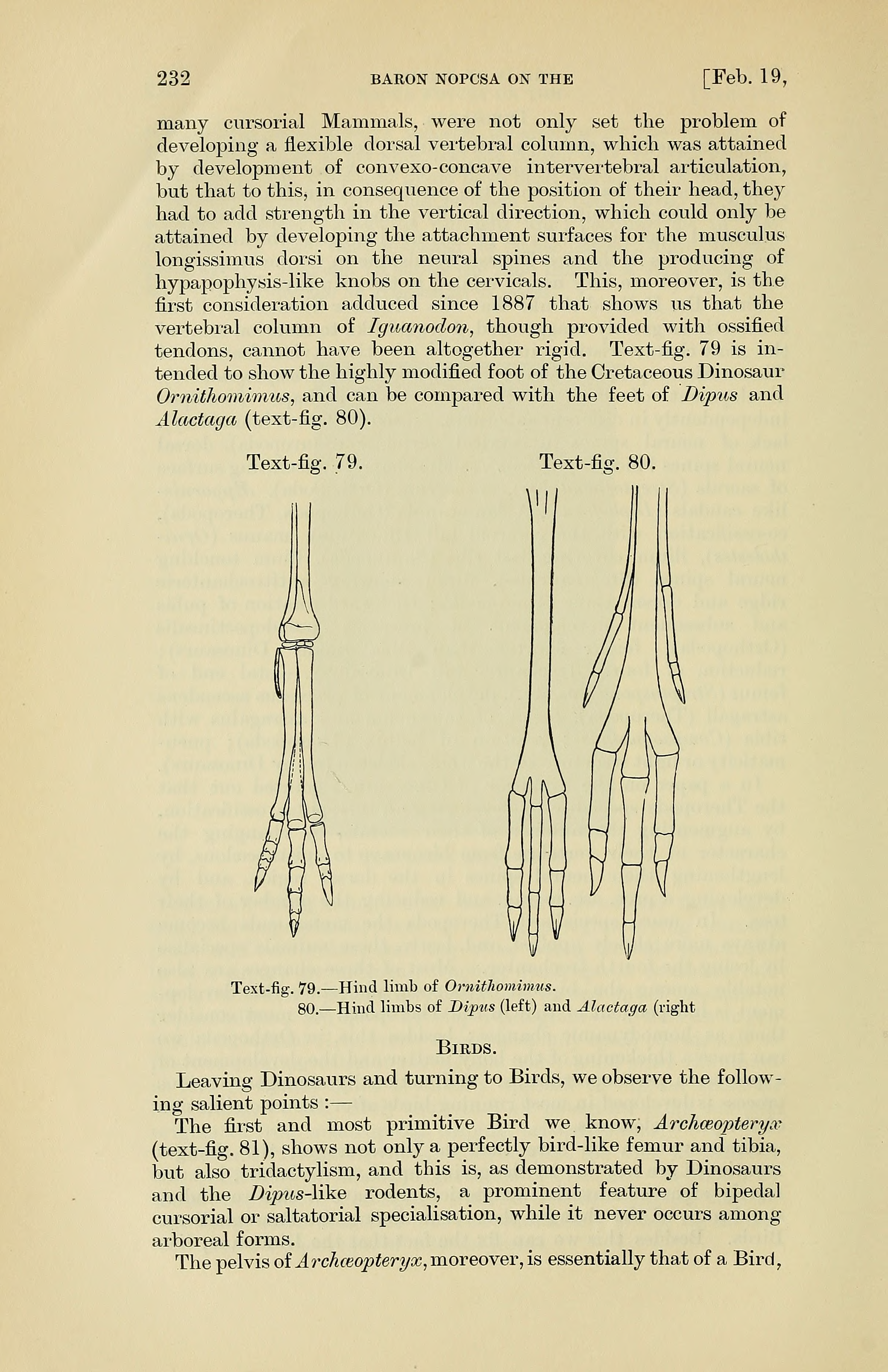